# Mały Zab
Mały Zab – rzeka na terenie Iranu i Iraku, lewy dopływ rzeki Tygrys.
Rzeka długości 402 km, wypływa z terenów na północ od miasta Piranszahr w Iranie i płynie na południowy zachód przez Irak.